# Ronald W. Schafer
Ronald W. Schafer (* 17. Februar 1938 in Tecumseh, Nebraska) ist ein US-amerikanischer Elektroingenieur, der sich mit Digitaler Signalverarbeitung (DSP) befasst.
Schafer studierte Elektrotechnik am Massachusetts Institute of Technology mit der Promotion 1968 und ging dann an die Bell Laboratories in die Akustik-Forschung über DSP und digitale Sprachcodierung. 1974 wechselte er an das Georgia Institute of Technology, an dem er Professor für Elektrotechnik wurde und das Center for Signal and Image Processing aufbaute. 2005 ging er zu Hewlett-Packard.
Von ihm, Charles Rader und Lawrence Rabiner stammt die Chirp z-Transform (1969) in der digitalen Spektralanalyse.
Er war Associate Editor der IEEE Transactions on Acoustics, Speech, and Signal Processing sowie Vizepräsident und Präsident der IEEE Signal Processing Society. Er ist IEEE Fellow und Fellow der Acoustical Society of America.
1980 erhielt er mit Lawrence Rabiner den IEEE Emanuel R. Piore Award. 2010 erhielt er die IEEE Jack S. Kilby Signal Processing Medal. Er ist Hewlett Packard Fellow.
Schafer ist Gründer von Atlanta Signal Processors Inc., einer Firma für DSP Software.

## Schriften
- mit Alan V. Oppenheim Digital Signal Processing, Prentice-Hall 1975
- mit Alan V. Oppenheim Discrete-Time Signal Processing, Pearson 2010
- mit J. H. McClellan, M. A. Yoder DSP First: a multimedia approach, Prentice-Hall 1998
- mit J. H. McClellan, C. S. Burrus, A. V. Oppenheim, T. W. Parks, H. W. Schuessler Computer based exercises for signal processing using Matlab, Prentice-Hall 1998
- mit Lawrence Rabiner Digital processing of speech signals, Prentice-Hall 1978
- mit Lawrence Rabiner Introduction to Digital Speech Processing, Boston: Now 2007